# Les gens d’à côté
Les gens d’à côté (auch Dans le viseur, internationaler englischsprachiger Titel My New Friends) ist ein Filmdrama von André Téchiné mit Isabelle Huppert, Hafsia Herzi, Nahuel Pérez Biscayart und Stéphane Rideau in den Hauptrollen, das im Februar 2024 bei den Internationalen Filmfestspielen in Berlin seine Premiere feierte. Der Kinostart in Frankreich erfolgte im Juli 2024.

## Handlung
Die Polizeibeamtin Lucie arbeitet in der Forensik und führt seit dem Suizid ihres Partners Slimane ein zurückgezogenes Leben in Perpignan. Dieses wird gestört, als ein junges Paar mit seiner kleinen Tochter ins Nachbarhaus einzieht. Sie freundet sich mit Julia, einer Lehrerin, und Yann, der als Grafiker arbeitet, an, findet aber dann heraus, dass er ein Anti-Polizei-Aktivist mit einem langen Vorstrafenregister ist.

## Produktion

### Filmstab, Besetzung und Dreharbeite
Regie führte André Téchiné, der gemeinsam mit Régis de Martrin-Donos auch das Drehbuch schrieb.
Die Hauptrollen wurden mit Isabelle Huppert, Nahuel Pérez Biscayart, Hafsia Herzi und Stéphane Rideau besetzt. Huppert, die die Rolle der Lucie spielt, übernahm als junge Frau bereits in Téchinés Filmdrama Die Schwestern Brontë von 1979, einem seiner Frühwerke, eine Hauptrolle. Herzi und Pérez Biscayart sind in den Rollen von Lucies neuen Nachbarn, Julia und Yann, zu sehen. Moustapha Mbengue spielt Lucies verstorbenen Lebenspartner Slimane, der ihr weiterhin als Geist erscheint, und Romane Meunier ihre Enkelin Rose.
Die Dreharbeiten fanden ab 9. Januar 2023 in Laroque-des-Albères, Saint-Génis-des-Fontaines, Perpignan und Tresserre im Département Pyrénées-Orientales statt. Als Kameramann fungierte Georges Lechaptois.

### Filmmusik und Veröffentlichung
Die Filmmusik komponierte Olivier Marguerit, der zuletzt für Filme wie Schwarzer Diamant von Arthur Harari, Tropique de la violence von Manuel Schapira und  In der Nacht des 12. von Dominik Moll tätig war und für letztere Arbeit im Rahmen der Verleihung des César 2023 eine Nominierung erhielt. 
Die Weltpremiere des Films war am 19. Februar 2024 bei den Internationalen Filmfestspielen in Berlin, wo er in der Sektion Panorama gezeigt wurde. Im Juni 2024 wurde der Film beim Sydney Film Festival vorgestellt. Der Kinostart in Frankreich war am 10. Juli 2024. Im November 2024 wurde der Film beim Wiesbadener Exground Filmfest gezeigt.

## Auszeichnungen
Internationale Filmfestspiele Berlin 2024
- Nominierung für den Panorama Publikumspreis (André Téchiné)